# Istoria unui manuscris
Istoria unui manuscris este un film românesc din 1967 regizat de Nicolae Otrocol.